# Alured Clarke (militär)
Sir Alured Clarke, född den 24 november 1744, död den 16 september 1832, var en brittisk ämbetsman och militär. 
Clarke var lieutenant governor i brittiska Quebec och i Nedre Kanada, guvernör på Jamaica och under en period tillförordnad generalguvernör i Indien samt även befälhavare för Ostindiska Kompaniets armé i Indien. Han utnämndes till fältmarskalk 1830.

### Webbkällor
- Dictionary of Canadian Biography Online